# Shapes of Screams
Shapes of Screams é o terceiro e último álbum de estúdio da banda britânica de rock LostAlone, lançado no dia 7 de abril de 2014 via Graphite Records.

## Lançamento e divulgação
Shapes of Screams foi ouvido pela primeira vez por fãs, na casa de shows Victoria Inn, em Derby no dia 7 de julho de 2013. LostAlone lançou o primeiro single e vídeo clipe vindo do álbum, "The Bells! The Bells!" no dia 11 de novembro de 2013 com download gratuito. O título do álbum e data de lançamento foram oficialmente anunciados no dia 13 de fevereiro de 2014, junto com as datas da turnê de divulgação pelo Reino Unido.

## Faixas
| CD             |                                                                    |         |  |
| N.º            | Título                                                             | Duração |  |
| 1.             | "Crusaders"                                                        | 4:58    |  |
| 2.             | "The Bells! The Bells!!"                                           | 4:13    |  |
| 3.             | "Hostages (Destiny)"                                               | 3:40    |  |
| 4.             | "Sombre Party (Legacy)"                                            | 2:58    |  |
| 5.             | "G.U.I.L.T.Y"                                                      | 3:36    |  |
| 6.             | "Mental Health"                                                    | 4:10    |  |
| 7.             | "Apathy"                                                           | 3:01    |  |
| 8.             | "Scarlet Letter Rhymes"                                            | 3:48    |  |
| 9.             | "I Was Born To End This Way"                                       | 3:22    |  |
| 10.            | "Requiem"                                                          | 3:53    |  |
| 11.            | "Doooooooooomageddon (Global Thermonuclear Metafictional Warfare)" | 3:35    |  |
| 12.            | "Breathing In the Future Exhaling the Past"                        | 3:57    |  |
| Duração total: | Duração total:                                                     | 44:00   |  |

| iTunes Bonus Track Version |                        |         |  |
| N.º                        | Título                 | Duração |  |
| 13.                        | "Method To My Madness" |         |  |
| Duração total:             | Duração total:         | 3:57    |  |

## Equipe
LostAlone
- Steven Battelle — vocalista, guitarra
- Alan Williamson  — baixo, vocais de apoio
- Mark Gibson — bateria, percussão, vocais de apoio

Produção
- Dan Weller - produtor
- Adam Noble - mixagem